# Murderdolls

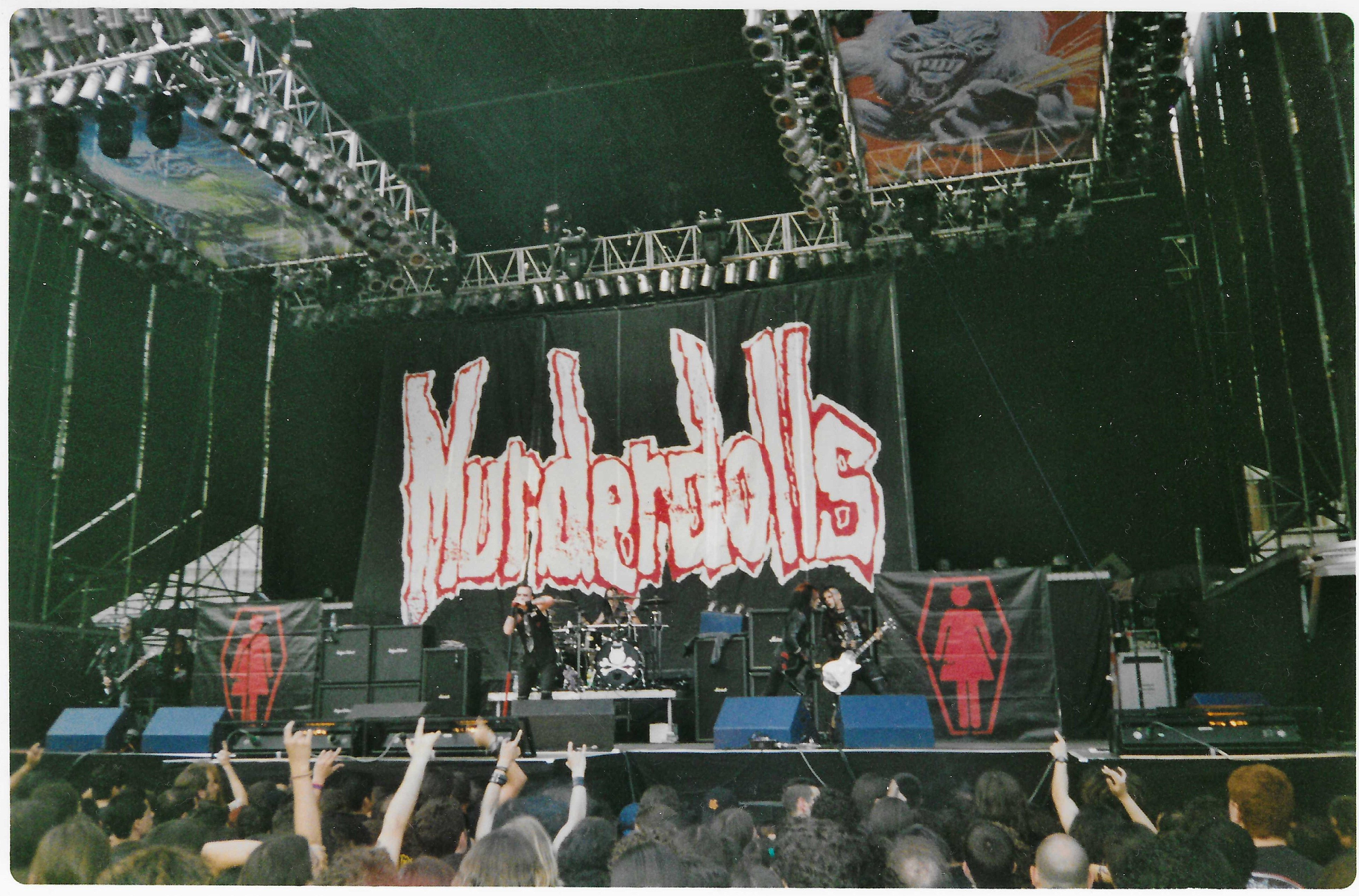

Murderdolls is ontstaan als een nevenproject van Slipknot-drummer Joey Jordison, Static X-gitarist Tripp Eisen en zanger Wednesday13, frontman van het inmiddels ter ziele gegane Frankenstein Drag Queens From Planet 13.
Hoewel de band vrijwel direct naamsbekendheid kreeg door Joey Jordison, komen de meeste teksten en melodieën van de eerste Murderdolls-cd – Beyond the Valley of the Murderdolls – van Wednesday13. De songs zijn door Jordison en 13 herschreven nummers van de Frankenstein Drag Queens.
Het was de bedoeling dat Murderdolls een "echte" band moest worden die op tour kon gaan, alleen waren er ten tijde van de cd-opnamen voor Beyond nog geen geschikte bandleden gevonden. De cd is ingespeeld door Jordison, 13 en Eisen. 13 Nam behalve de zang, de baspartijen op zich. Eisen speelde de helft van alle gitaarpartijen in en Jordison speelde zowel de resterende helft van de gitaarpartijen als de drumpartijen in.
Toen de cd werd afgerond kwamen via via geschikte bandleden naar voren, om ook op de foto's van het cd-boekje en in de media te verschijnen. Na de eerste single, Dead in Hollywood, waarvoor tevens een videoclip werd gemaakt (met een cameo van Marilyn Manson), verliet Trip Eisen de band om zich weer volledig op Static-X te richten. Zijn plek als gitarist werd ingenomen door Acey Slade.
Drummer Ben Graves overleed op 45-jarige leeftijd in mei 2018.

## Leden
- Wednesday13 - vocals
- Joey Jordison - sologitarist
- Roman Surman - gitaar
- Acey Slade - gitaar
- Tripp Eisen - gitaar
- Jack Tankersley - basgitaar
- Eric Griffin - basgitaar
- Racci Shay Hart - drums
- Ben Graves - drums

## Hitnotering
| Album met eventuele hitnotering(en) in de Nederlandse Album Top 100 | Datum van verschijnen | Datum van binnenkomst | Hoogste positie | Aantal weken | Opmerkingen |
| ------------------------------------------------------------------- | --------------------- | --------------------- | --------------- | ------------ | ----------- |
| Women and children last                                             | 27-08-2010            | 04-09-2010            | 86              | 1*           |             |